# Álvaro Gómez Hurtado
Álvaro Laureano Miguel Gómez Hurtado (Bogotá, 8 de mayo de 1919-Bogotá, 2 de noviembre de 1995), conocido simplemente como Álvaro Gómez, llamado por sus contendores como El Lobo Feroz y El más Godo de los Godos, y por sus admiradores como El Conservador más Liberal, El Monarca o El Viejo, fue un abogado, periodista, diplomático, pintor, catedrático, escritor y pensador colombiano, militante histórico del Partido Conservador Colombiano y fundador de la disidencia conservadora Movimiento de Salvación Nacional. Considerado como uno de los hombres más influyentes de Colombia en el siglo XX y en toda su historia.
Era hijo del político Laureano Gómez, presidente de Colombia entre 1950 y 1951, derrocado en 1953 por militares adeptos al Partido Conservador. Desde muy joven fue considerado el sucesor natural del conservadurismo colombiano de la época, por lo que heredó adeptos y contradictores de su padre.
Gómez Hurtado fue cofundador de la Universidad Sergio Arboleda, en donde también fungió como profesor. Como miembro del Partido Conservador, fue un importante político y orador de renombre. También fue uno de los fundadores del Banco Popular, del que llegó también a ser director.
Como periodista ejerció importante influencia en la política de su país, y obtuvo varios premios por su labor periodística. Ejerció la dirección del diario de su familia, El Siglo, durante tres períodos distintos, y dirigió el Noticiero 24 Horas, muy importante durante los años 80. 
Fue candidato presidencial por el conservatismo en 1974 y 1986, y como disidente en 1990, y a pesar de que nunca ganó ninguna elección, se considera actualmente que estaba suficientemente preparado para ejercer la presidencia de su país. Sin embargo, su influencia política era tan grande que llegó a rivalizar con el expresidente Misael Pastrana por el control del conservatismo. 
Retirado de la política, Gómez atacó en sus últimos años de vida al gobierno de Ernesto Samper por el proceso 8000, a través de los medios periodísticos de los que era propietario, por lo que su asesinato resultó polémico. Fue ultimado por desconocidos en su vehículo a la salida de la Universidad Sergio Arboleda, el 2 de noviembre de 1995. Las versiones sobre los móviles de su asesinato son múltiples, e involucran al gobierno de la época, narcotraficantes, miembros de la clase política y hasta paramilitares. 
Su asesinato fue declarado como de lesa humanidad en el año 2017, por lo que la investigación de su homicidio no prescribirá jamás. En 2020, las FARC-EP se atribuyeron su asesinato ante la Jurisdicción Especial para la Paz, hecho que se encuentra en investigación en el tribunal de justicia especial.
En la actualidas su figura es ensalzada por grupos de derecha, las nuevas generaciones de conservadores y afines a sus postulados políticos, y por la izquierda moderada, siendo citado en discursos de personajes variopintos como el presidente de Colombia Gustavo Petro.

## Biografía
Álvaro Laureano Miguel nació al medio día del 8 de mayo de 1919, en Bogotá, en el seno de una familia conservadora de prestigio de la capital colombiana, y con ascendencia ilustre en Popayán. Su casa de nacimiento era una antigua casona ubicada en el centro de Bogotá y pertenecía a uno de sus tíos maternos, Alfonso Hurtado Cajiao.

### Estudios
Gómez vivió en Argentina durante dos años, de los 4 a los 6 años de edad, cuando su padre aceptó la embajada de Colombia en ese país, bajo el gobierno del conservador Pedro Nel Ospina. De regreso a Colombia, su familia se estableció de nuevo en Bogotá, y Gómez continuó su educación básica en el Colegio Mayor de San Bartolomé, escuela privada de la élite bogotana.
Luego viajó a París, donde estudió en el Sant Louis, luego a  Bruselas, donde hizo lo propio en el Sant Michel, y luego a Berlín, gracias a los cargos diplomáticos que ocupó su padre. De regreso a Bogotá, concluyó sus estudios secundarios en su antiguo colegio. Se graduó en 1936.
Posteriormente, ingresó a la Pontificia Universidad Javeriana en donde estudió Ciencias Jurídicas (derecho). Su tesis de abogado fue publicada en 1941 y se tituló "Influencia del Estoicismo en el Derecho civil". También alternó sus estudios con el arte, ya que comenzó a pintar en su universidad.

### Inicios en la política y periodismo
Su padre fundó el periódico católico y conservador El Siglo en 1936, cuando Gómez tenía 17 años, en abierta oposición al gobierno de López Pumarejo, pese a que ambas familias eran cercanas desde hacía varios años. Fue allí donde Gómez inició su carrera profesional, cuando aún estaba estudiando en la Pontificia Universidad Javeriana. Allí fungió como caricaturista y traductor de documentos. También trabajó en la Revista Colombia, fundada por él mismo, de la que fue director de 1938 a 1941, de corte cultural.
Gómez inició su carrera política desde muy joven, gracias a la influencia de su padre y sus ancestros maternos, ocupando una curul en el Concejo de Engativá en 1938 (donde conoció a los jóvenes Julio César Turbay y Alfonso López Michelsen (hijo del presidente López)). Fue elegido representante a la cámara por Cundinamarca en 1942. Luego de ejercer el derecho por varios años, decidió dedicarse de lleno al periodismo, pues no estaba conforme con el sistema judicial colombiano. 
El conflicto entre los Gómez y los López escaló hasta 1944, cuando el presidente López fue arrestado por militares golpistas en Pasto, y se decretó la caída del gobierno. Cuando López recuperó el mando, horas después, Laureano Gómez fue arrestado en la embajada de Brasil, el periódico clausurado hasta agosto, y Álvaro huyó a la embajada de Ecuador para evitar ser arrestado también. En 1945, fue enviado a San Francisco para cubrir la asamblea fundacional de las Naciones Unidas, el 24 de octubre.
En 1947 comenzó sus actividades diplomáticas, siendo Ministro Plenipotenciario Delegado en diferentes ocasiones a conferencias internacionales en ciudades como La Habana, embajador ante las Naciones Unidas y embajador en Suiza y en Roma. Ese mismo año, Gómez fue reelegido en la cámara de representantes, y estuvo en el cargo hasta noviembre de 1949, cuando el gobierno de Mariano Ospina Pérez ordenó el cierre del Congreso por los efectos del Bogotazo. Ese mismo año su padre fue elegido presidente de Colombia (ante la negativa de los liberales de participar en los comicios por falta de garantías para sus vidas).

### El Bogotazo y sus consecuencias

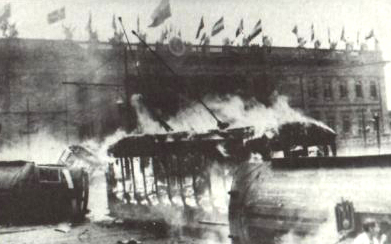
Tranvía consumiendose durante los incendios de El Bogotazo.

El periódico familiar fue objeto de varios embates. Uno de ellos durante el Bogotazo, suceso durante el cual su padre, siendo canciller de Colombia, instaló la IX Conferencia Panamericana por expreso mandato del presidente Mariano Ospina Pérez. Los desórdenes se dieron por el asesinato en horas de la mañana del caudillo liberal Jorge Elíecer Gaitán, y las represalias que tomaron sus copartidarios afectaron al periódico conservador, que fue tomado por rebeldes liberales que casi lo dejan destruido. 
Con el exilio de Laureano Gómez por motivos políticos derivados del Bogotazo, la dirección del diario quedó en las manos de Álvaro Gómez. Gómez le entregó la dirección del diario a su hermano Enrique Gómez Hurtado, luego del regreso del exilio Laureano Gómez, a mediados de 1949. Por su parte, Gómez logró un escaño en la Asamblea Constituyente, luego que el presidente Ospina ordenara el cierre del Congreso, luego de un enfrentamiento armado entre dos congresistas en plena audiencia.
Su padre fue elegido presidente el 27 de noviembre de 1949, y se posesionó el 7 de agosto de 1950, sin embargo éste no pudo ejercer el gobierno por problemas de salud, sufriendo un ataque cardiaco en noviembre de 1951. Laureano solicitó una licencia temporal al Congreso, quienes nombraron como designado al ministro Roberto Urdaneta Arbeláez.
A pesar de los deseos de su padre, Gómez apoyó la postulación del presidente de la Asamblea, Gilberto Alzate Avendaño, ya que consideraba que contaba con los méritos suficientes para continuar con la obra de su padre. De hecho, Alzate tenía las mayorías en la asamblea y su victoria era segura, hasta que su hermano Enrique intervino para declinar la balanza a favor de Urdaneta. Por su parte, Álvaro pasó al senado en 1952, hasta que Urdaneta lo envió como embajador a Italia en 1953.

### Dictadura militar y exilio en España

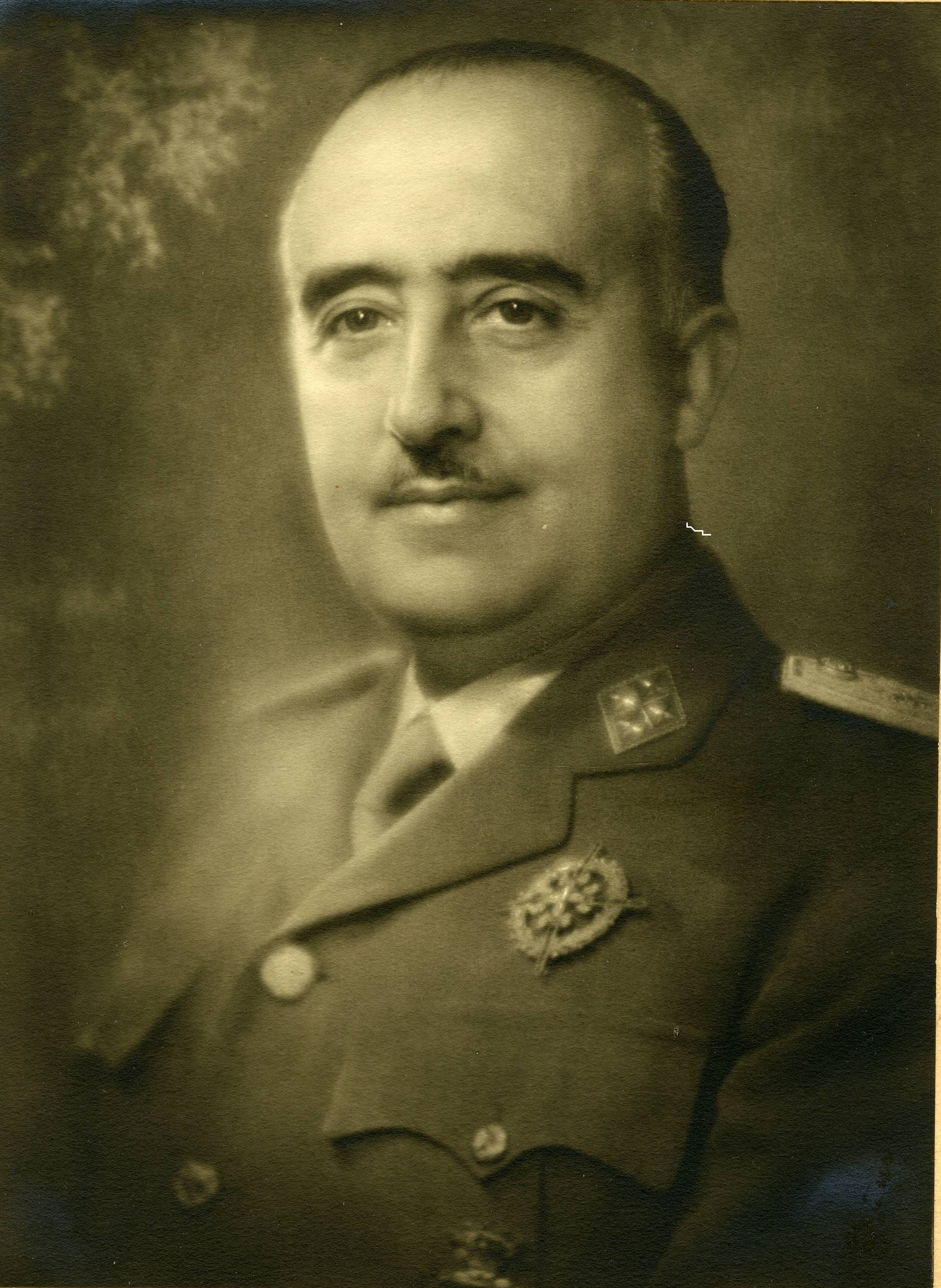
Franco en los años 50.

De regreso de Italia, Gómez fue sorprendido por el golpe militar del general ospinista Gustavo Rojas Pinilla, quien tomó el poder la mañana del 13 de junio de 1953, cuando Laureano Gómez regresó a la casa de gobierno, luego de una larga convalecencia en el hospital. La insurrección fue apoyada por el rival de Laureano, el expresidente Ospina Pérez. 
Días después del golpe militar, Gómez y su familia se exiliaron en España (siendo seguidos en el aeropuerto de Bogotá por una escolta militar), donde Francisco Franco les ofreció asilo político, dada la cercanía entre Gómez y el dictador. Desde allí, Álvaro Gómez planteó como fin a la violencia bipartidista y mecanismo democrático transicional a la dictadura, el sistema de alternación conocido como Frente Nacional, recibiendo el apoyo de su padre y del líder liberal Alberto Lleras Camargo, quien viajó a España para firmar con Laureano Gómez los pactos de Benidorm y Sitges, que dieron nacimiento ideológico a la propuesta.

### Frente Nacional

#### Regreso a Colombia
Con Rojas fuera del poder, producto de una insurrección civil en mayo de 1957, los Gómez regresaron a Colombia. Con el apoyo de la Junta Militar de corte conservador que dejó a cargo Rojas a manera de transición, el 1 de diciembre de 1957 se aprobó la implantación del sistema bipartidista, mediante un plebiscito trascendental en la historia del país. Los Gómez apoyaron la candidatura del liberal Alberto Lleras, que fue elegido presidente en 1958. Al mismo tiempo, Gómez fue elegido senador para el período 1958-1962, y reasumió la dirección del diario familiar entre 1957 y 1966.

#### Repúblicas independientes
Pese a su apoyo inicial al liberalismo, en 1961 Gómez cambió su postura, criticando al gobierno de Alberto Lleras Camargo por el surgimiento de insurgencia liberal en las zonas rurales del país, y afirmó en un debate político en el Congreso:

"No se ha caído en la cuenta que hay en este país una serie de repúblicas independientes que no reconocen la soberanía del Estado colombiano, donde el ejército no puede entrar, donde se dice que su presencia es nefasta… El presidente Lleras va a pasar a la historia como un fundador de cinco repúblicas independientes…"

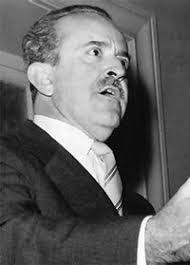
El presidente Valencia respaldó las acusaciones que Gómez hizo en el Congreso sobre las Repúblicas Independientes del Tolima, y ordenó las operaciones militares de reconquista de esos territorios.

Las denuncias de Gómez iban encaminadas en exponer la existencia de guerrillas liberales, que según su parecer se beneficiaban por las políticas agrarias que Lleras intentó implementar ese año, motivo central del debate de control político que contra el presidente citó el mismo Gómez en el Congreso. Los ataques de Gómez continuaron así:

Hay la república independiente de Sumapaz. Hay la república independiente de Planadas, la de Riochiquito, la de este bandolero que se llama Richard y ahora tenemos el nacimiento de... la república independiente de Vichada
Álvaro Gómez Hurtado, 1961

El debate generó tal tensión en el país que, en 1964, el gobierno del conservador Guillermo León Valencia decidió bombardear las zonas que Gómez acusaba de albergar insurgencia. A pesar del escándalo, el objetivo principal del debate -frenar la reforma agraria- no se cumplió, ya que esta reforma se inició, aunque Valencia la suspendió cuando asumió la presidencia para congraciarse con los terratenientes. Irónicamente, Gómez trabajó en el Instituto Colombiano de la Reforma Agraria (Incora), donde coincidió con el sacerdote católico Camilo Torres Restrepo, a quien conocía desde la infancia. 
En el gobierno de Guillermo León Valencia, se inició la Operación Soberanía, que fue dirigida por el ministro de Guerra, General Alberto Ruíz Novoa, y a pesar de su "éxito", la operación sentó las bases para que los campesinos sobrevivientes se unificaron bajo un mismo mando y se fundara así la guerrilla comunista FARC-EP. Las declaraciones de Gómez en el Congreso serían decisivas años después, según un libro atribuido a Manuel Marulanda Tirofijo, fundador de las FARC-EP, quien afirma que Gómez se convirtió en objetivo militar de la organización ilegal.

#### Dirección del conservatismo

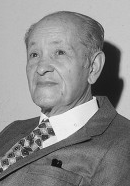
El general (r) Rojas en los años 70.

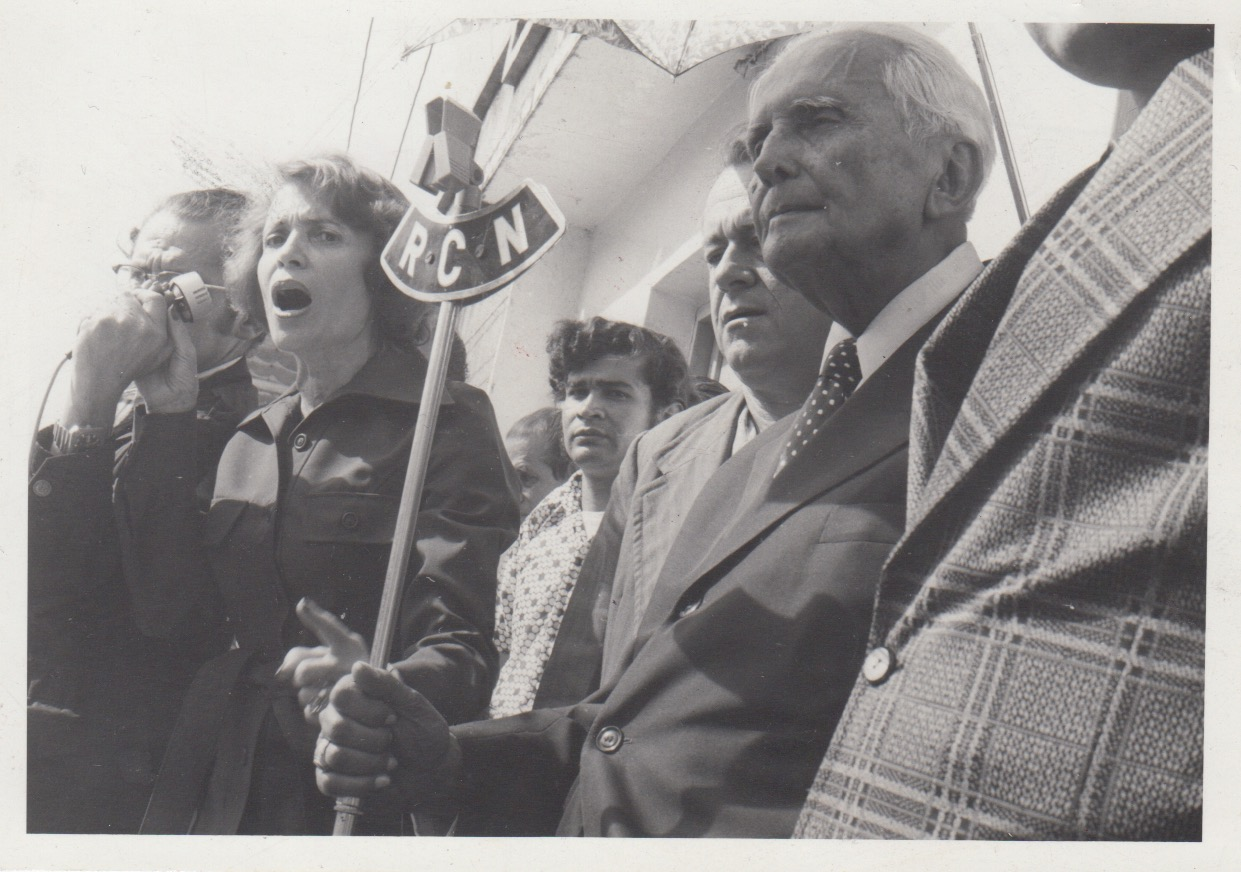
La sombra del expresidente Ospina siguió opacando el liderazgo de Gómez aún después de su muerte en 1976.

En 1969 Gómez, quien asumió el papel de líder dentro del Partido Conservador tras la muerte de su padre Laureano en 1965, se enfrentó con el liderazgo del expresidente Ospina sobre la elección del candidato conservador para el último período del Frente Nacional. Las reñidas votaciones arrojaron la débil candidatura de Misael Pastrana, ministro del Interior del presidente saliente Carlos Lleras Restrepo (primo segundo del expresidente Lleras) y quien era respaldado por Ospina Pérez (quien era su padrino político y social).  
En su momento se llegó a plantear la candidatura de Gómez, pero el liberalismo refrendó la candidatura de Pastrana, lo que generó la disidencia de varios conservadores como Belisario Betancur y Evaristo Sourdis. Ospina, Lleras y Pastrana enfrentaron, sin embargo, la fuerte oposición del exdictador Gustavo Rojas Pinilla, quien con su partido de oposición ANAPO, amenazaba la conclusión natural del Frente Nacional.  
Luego de unos controvertidos comicios en 1970, Rojas fue vencido por Pastrana, hecho que no dejó de suscitar denuncias de fraude electoral. Por su parte Gómez tuvo presencia en el Senado colombiano hasta 1974, cuando anunció la búsqueda de la presidencia de la república a través de su partido.

### Primera candidatura presidencial
Gómez se presentó como candidato presidencial por primera vez para las elecciones de 1974, en las que se enfrentó con los también hijos de expresidentes Alfonso López Michelsen (hijo de López Pumarejo) y María Eugenia Rojas, (hija del general Rojas Pinilla). En su campaña, Gómez denunció la censura de la prensa y la complicidad de la justicia con la corrupción. Su campaña estaba respaldada por el expresidente Mariano Ospina Pérez y su esposa, Bertha Hernández de Ospina (otrora opositores de su fallecido padre, Laureano), quienes también era los padrinos políticos del presidente saliente Pastrana Borrero. 
Gómez fue vencido por López Michelsen que con el 56,3% de la votación total y su rival directo resultó elegido presidente. Rojas quedó en el tercer lugar con casi 500.000 votos. Muchos atribuyen su derrota a la asociación que los votantes hicieron de él con su padre, personaje inmensamente impopular durante su presidencia y que se hizo famoso por sus posturas en extremos radicales, pese a que ya llevaba muerto casi 10 años.

### Regreso al periodismo
En 1975 Gómez fundó la revista económica de corte político Síntesis Económica, que fue vendida a compradores privados en 1992. En 1977 fundó el Noticiero 24 Horas que estuvo al aire hasta el año 2000, por la crisis que atravesaron las programadoras colombianas a finales del siglo XX. El noticiero fue uno de los más importantes e influyentes de la historia de la televisión colombiana, teniendo entre sus presentadoras a las famosas Virginia Vallejo y Adriana Arango.

### Precandidatura de 1978

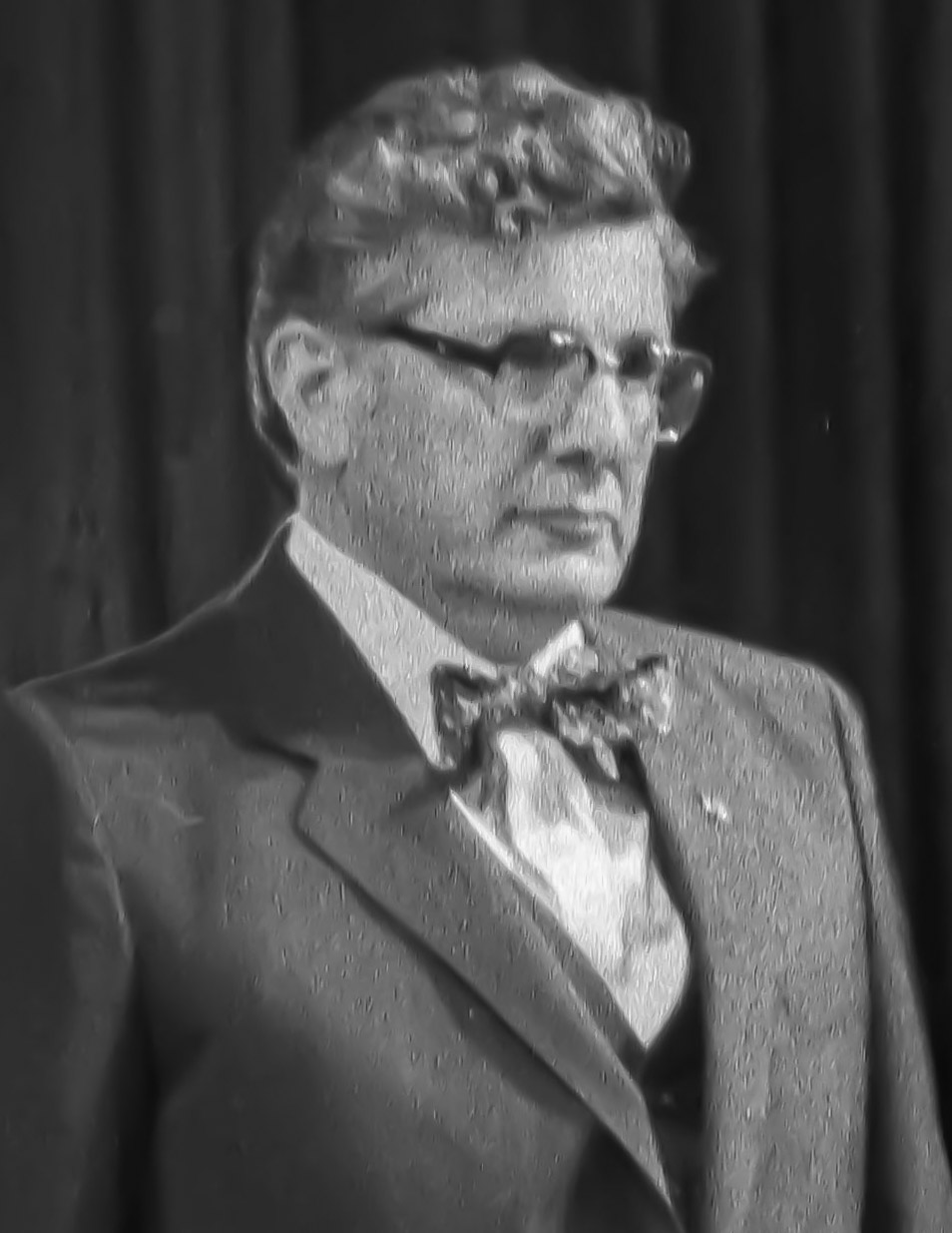
Turbay en 1978.

En 1978, Gómez fue precandidato presidencial de su partido, pero el intelectual Belisario Betancur (quien ya había sido candidato en 1970) lo venció en la nominación, por lo que Gómez se limitó a adherise a su campaña, junto con miembros de la ANAPO y disidentes liberales como el expresidente Lleras Restrepo, quien no se alineó a la candidatura oficial del liberalismo, la del exministro y diplomático, Julio César Turbay, ganador de las elecciones de 1978.
Vencido en la designación presidencial del conservatismo, Gómez buscó un escaño en el Senado y fue elegido para un tercer período, entre 1978 y 1982. Una tercera dirección del diario familiar la ocupó Gómez desde 1976 hasta aproximadamente 1982, cuando terminó su trabajo alternado en el Congreso colombiano.

### Elecciones de 1982
Para las elecciones de 1982, Gómez y Pastrana acordaron apoyar el tercer intento de Belisario Betancur a la presidencia de la república, pese a que inicialmente, Gómez aspiraba lanzar su segunda candidatura. Betancur se enfrentó con el expresidente López Michelsen, y el exministro de educación de Pastrana y disidente liberal Luis Carlos Galán, a quien le atribuyeron la victoria cómoda de Betancur sobre López, ya que supuestamente le habría restado votos a López. 

### Embajador en Estados Unidos y designado presidencial (1983-1985)

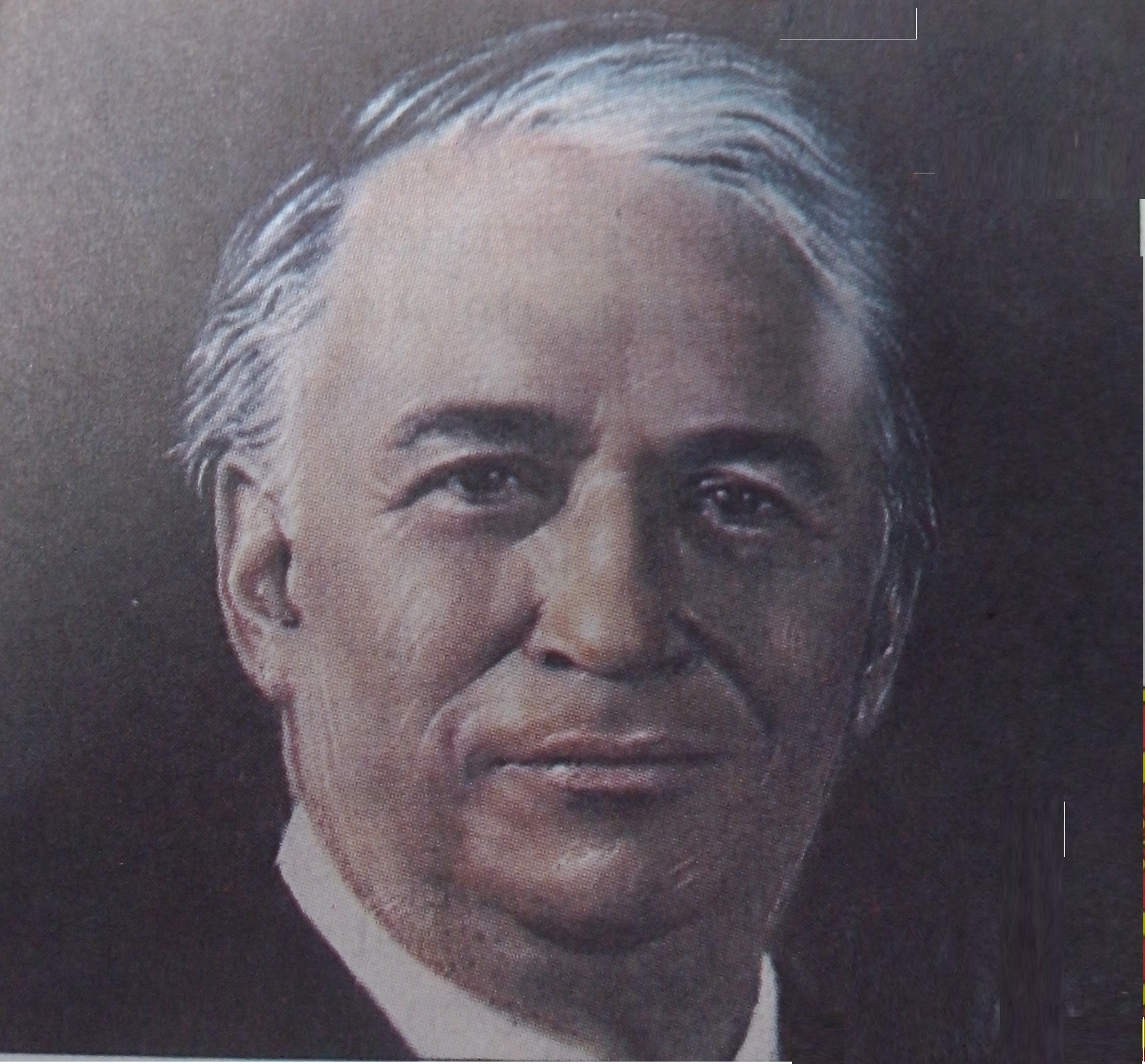
Belisario Betancur en 1982.

Elegido Betancur, Álvaro Gómez fue nombrado embajador de Colombia ante los Estados Unidos, presentando credenciales ante el presidente Ronald Reagan el 9 de marzo de 1983. Estuvo en el cargo hasta el 7 de abril de 1985, cuando regresó al país para impulsar su propia campaña presidencial. Durante su embajada, se presentaron los primeros enfrentamientos públicos entre el gobierno estadounidense y los capos del narcotráfico colombianos y se iniciaron negociaciones bilaterales para activar el tratado de extradición, firmado en 1979.   
Mientras estaba en Estados Unidos, el Congreso lo nombró como designado presidencia para el período 1984-1986, siendo el encargado de reemplazar a Betancur por sus ausencias, cosa que nunca sucedió porque Betancur jamás se separó públicamente del poder. Gómez asumió el cargo reemplazando al liberal Víctor Mosquera Chaux, designado presidencial desde 1982. Gómez ocupó el cargo protocolar hasta el 7 de agosto de 1986. Como designado, Gómez logró unificar a las mayorías conservadoras con las liberales, a pesar de que sus rivales directos veían su nombramiento con recelo por el antaño carácter rígido de Gómez.

### Segunda candidatura presidencial

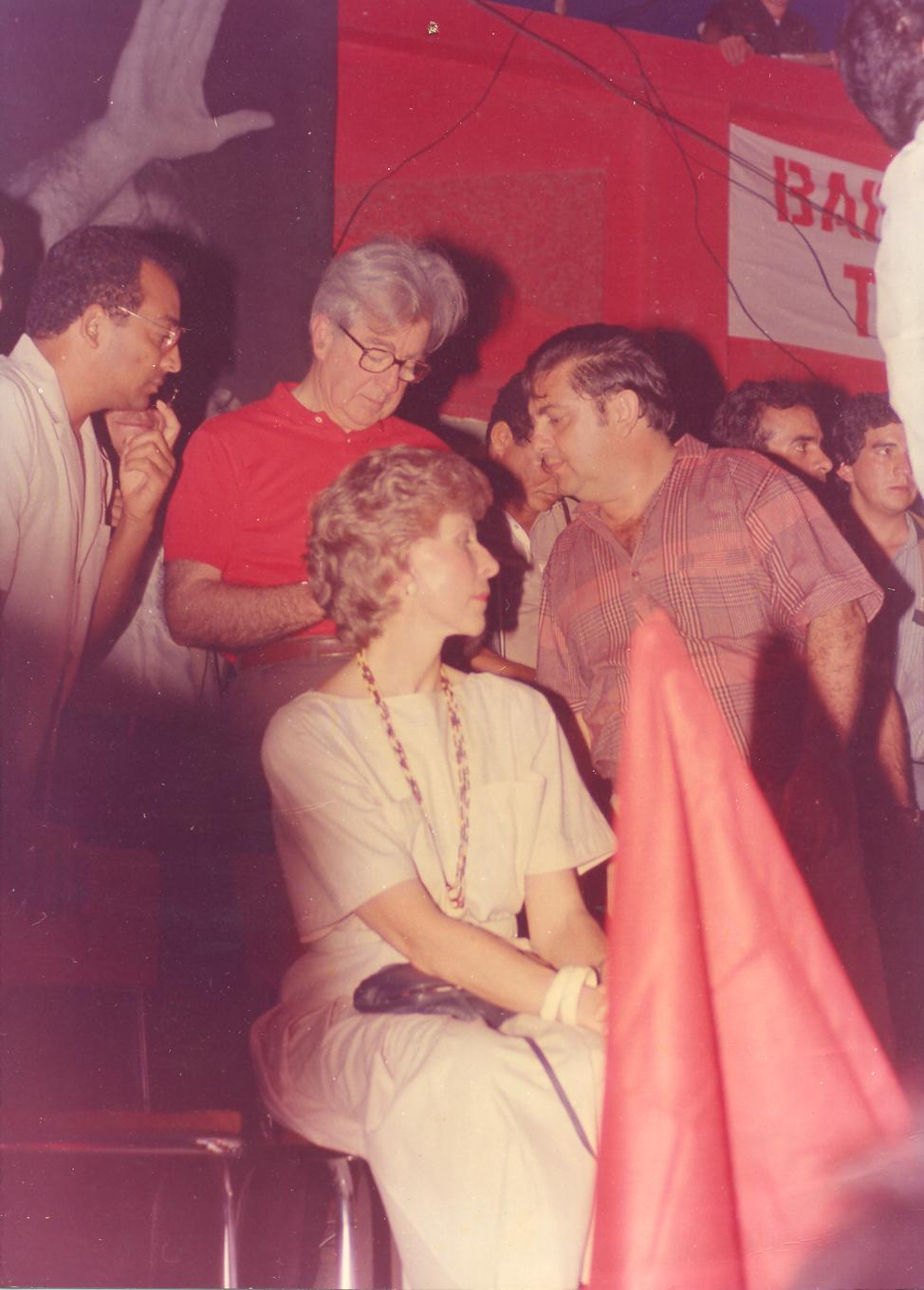
Barco y su esposa, principales rivales de los Gómez Escobar en campaña, 1986.

Alternando su condición de designado, Gómez se presentó a una segunda contienda electoral, siendo proclamado en 1985 como candidato único del conservatismo, luego de lograr un acuerdo con su eterno rival, Misael Pastrana, director del conservatismo en esos días. Gómez pretendía dar continuidad a la gestión de Betancur e impulsar las políticas de paz que venía adelantando Betancur con el M-19 y las FARC-EP.
En ésta oportunidad, Gómez se enfrentó con el liberal Virgilio Barco (apoyado por el expresidente Turbay), que lo dejó en segundo lugar con el 58,3% de los votos, al disidente liberal Galán (quien ya estaba surgiendo como caudillo político de importancia), y al izquierdista Jaime Pardo Leal, por la Unión Patriótica (partido surgido por los acuerdos de La Uribe, entre el gobierno de Belisario Betancur con la guerrilla de las FARC-EP en 1984). Pardo acabó siendo asesinado meses después, en 1987.
Como dato adicional, el debate entre Gómez y Galán en televisión nacional, moderado por el periodista Juan Gossaín, fue el primer debate presidencial de la historia política de Colombia, y hasta 1994, el único. Pese a sus numerosas giras políticas, Gómez, como ya se dijo antes, fue derrotado por el exalcalde de Bogotá y septuagenario empresario del petróleo, Virgilio Barco.
Barco pese a no aparecer en plaza pública con la frecuencia que si lo hacía Gómez, se benefició por el desastroso manejo que Belisario Betancur le dio a la Toma del Palacio de Justicia, y con la imagen que se tenía de Gómez como continuador de la violencia bipartidista que desató su padre Laureano cuando fue presidente en los años 50. Gómez no logró desprenderse de la sombra de su padre.

### Secuestro
El domingo 29 de mayo de 1988, Gómez fue secuestrado por miembros del Movimiento 19 de abril (M-19). El político salió de una celebración católica en la carrera 11 con calle 88, y luego de cruzar palabras con un amigo, 8 hombres con 16 proyectiles de ametralladora asesinaron a su escolta y conductor, y vendaron a Gómez y lo obligaron a entrar en un vehículo Renault 4 negro, que arrancó a gran velocidad, seguido por dos delicuentes con uniformes de policía en moto. 

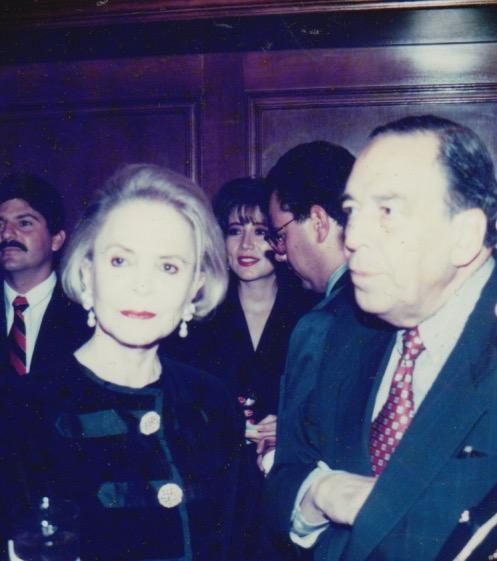
Gómez con la dirigente Olga Duque de Ospina

Posteriormente, los captores obligaron a Gómez a subir en un Renault 18, también de color negro. El primer vehículo fue dinamitado minutos después de que fuera abandonado. La noticia generó conmoción nacional, y se especuló sobre la salud de Gómez, información que se corroboró 45 minutos después del delito, cuando se transmitió por radio la voz de Gómez, que se encontraba visiblemente afectado y con voz agonizante, lo que indicaba que había sido herido durante el ataque.
En un principio la identidad de los captores fue un misterio, lo que generaba zozobra e incertidumbre en el país, además de que la avanzada edad de Gómez preocupaba a su familia y sus partidarios. La prensa comenzó a coparse por columnas de sus adversarios y socios políticos, que comenzaron a escribir mensajes votivos a Gómez, y se iniciaron manifestaciones de la sociedad civil exigiendo la liberación de Gómez, ya que después de varios días no se volvió a saber nada del político.
Inicialmente se vinculó al ELN y al Cartel de Medellín con los sucesos, hasta que el grupo insurgente M-19 se atribuyó el rapto, y exigió a cambio de su liberación la instalación de nuevos diálogos de paz, la condena pública del estado de las desapariciones forzadas, y el establecimiento de una Asamblea Nacional Constituyente, aunque Gómez contó después que su secuestro fue parte de un plan sistemático para raptar a los miembros de la aristocracia colombiana que la guerrilla consideraba oligarcas, situación que molestaba a Gómez, puesto que era un hombre austero.
El secuestro fue la primera incursión del M-19 desde los sucesos de la Toma del Palacio de Justicia, ya que el M-19 había caído en infamia nacional, perdiendo su apoyo popular inicial. Según contó el propio Gómez, las manifestaciones de la sociedad en favor de su liberación incrementó el valor estratégico de su cautiverio. Durante su cautiverio, Gómez tuvo un extenso intercambio de cartas filosóficas con el líder guerrillero Carlos Pizarro Leongómez, y fue liberado 53 días más tarde, el 20 de julio de 1988.
Su liberación se logró luego de varias conversaciones con los guerrilleros en Cuba, México, Costa Rica y Panamá en las que participó activamente su compañero de partido, Álvaro Leyva Durán, quien a partir de 1984 comenzó a tener acercamientos con las insurgencias colombianas. Gómez reconoció públicamente el apoyo de Leyva en las negociaciones que derivaron en su liberación. Casi un año después, Gómez publicó un libro con las reflexiones de su cautiverio titulado Soy Libre.
Una vez liberado, se dedicó a aunar esfuerzos para la consecución de la paz en Colombia. A finales de julio asistió a la Cumbre de Usaquén, una mesa de diálogos en la que se firmó un compromiso con la Coordinadora Guerrillera Simón Bolívar, y que generó tanta presión en el estado colombiano que el presidente Barco se vio obligado a crear el programa Iniciativa por la Paz, que derivó en la desmovilización en 1990 del M-19 y en 1991 del MAQL, la CRS y el PRT. Las FARC-EP y el ELN no estuvieron en los diálogos.

### Tercera candidatura presidencial

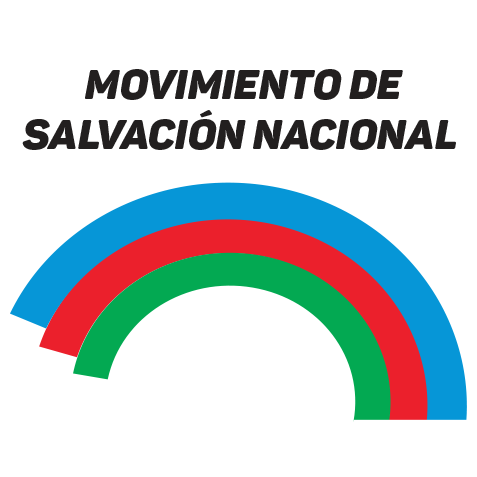
Bandera del MSN

Gómez se presentó por última vez a los comicios presidenciales en la sufrida contienda electoral de 1990 y su lema, acertadamente era "Que no maten a la gente", ya que durante la contienda fueron asesinados 3 candidatosː el ahora liberal oficialista Luis Carlos Galán en agosto de 1989 (quien estaba en un evento político en el municipio de Soacha); y los izquierdistas Bernardo Jaramillo Ossa de la UP (baleado en el Aeropuerto El Dorado en marzo), y el recién desmovilizado Carlos Pizarro Leongómez de la AD M-19 (asesinado en abril durante un vuelo). Un cuarto candidato, quien finalmente llegó a la presidencia -el liberal César Gaviria- también sufrió un intento de atentado, que fracasó luego de que por razones de seguridad se abstuviera a viajar en vuelos comerciales, él iba a ser uno de los pasajeros del vuelo 203 de Avianca. 

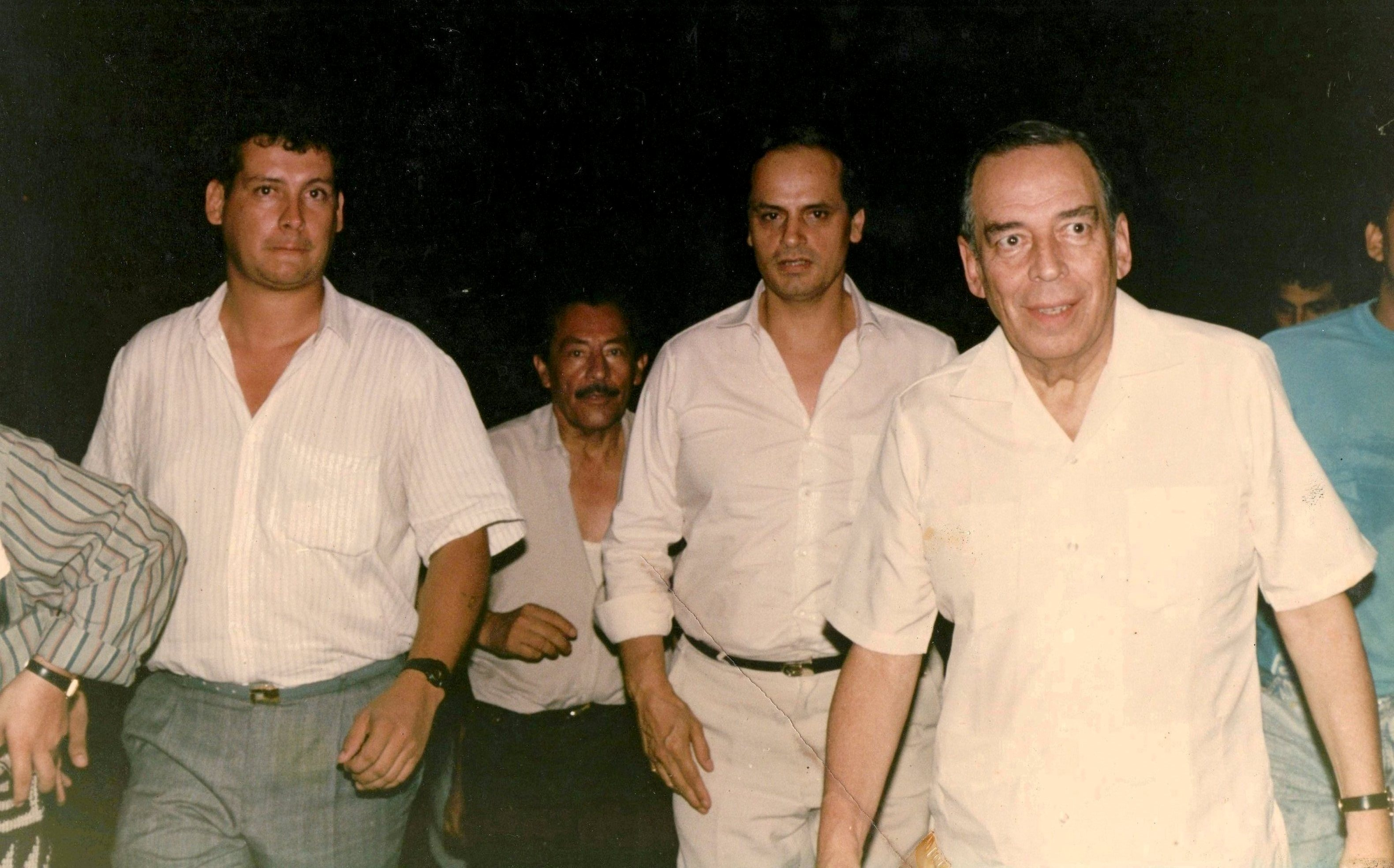
Gómez en una gira política, años 90.

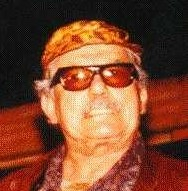
Semanas antes de su muerte, Arenas telefoneó secretamente con Gómez, quien pretendía iniciar diaólogos de paz si ganaba las elecciones de 1990.

Gómez, por su parte, optó por presentarse como candidato independiente, con su propio partido, el Movimiento de Salvación Nacional o MSN. Gómez fundó el partido con disidentes liberales, como Carlos Lleras de la Fuente (hijo del expresidente Lleras), y conservadores como él mismo. Gómez y el director del conservatismo, Misael Pastrana, habían entrado en demasiados conflictos ideológicos, por lo que Gómez decidió separarse definitivamente del conservatismo.
Durante la campaña se intentó realizar un debate (el segundo de la historia en Colombia) pero fallaron los acercamientos entre los candidatos principales, ya que en la contienda había 16 candidaturas registradas. También hizo acercamiento privados con el guerrillero Jacobo Arenas, de las FARC-EP, con quien telefónicamente pretendía lograr un acuerdo para eventuales diálogos de paz en su gobierno si llegaba a ser elegido.
A pesar de los problemas sociales y de seguridad, su campaña se pudo llevar a cabo. Finalmente y por tercera vez Gómez quedó en el segundo lugar, con 24,2% de los votos, frente al 48,8 de Gaviria, enfrentando otras candidaturas menores como la del conservador oficialista Rodrigo Lloreda y la de Antonio Navarro (sucesor político del fallecido Pizarro) Gómez resolvió no volver a aspirar a la presidencia.

### Asamblea Nacional Constituyente

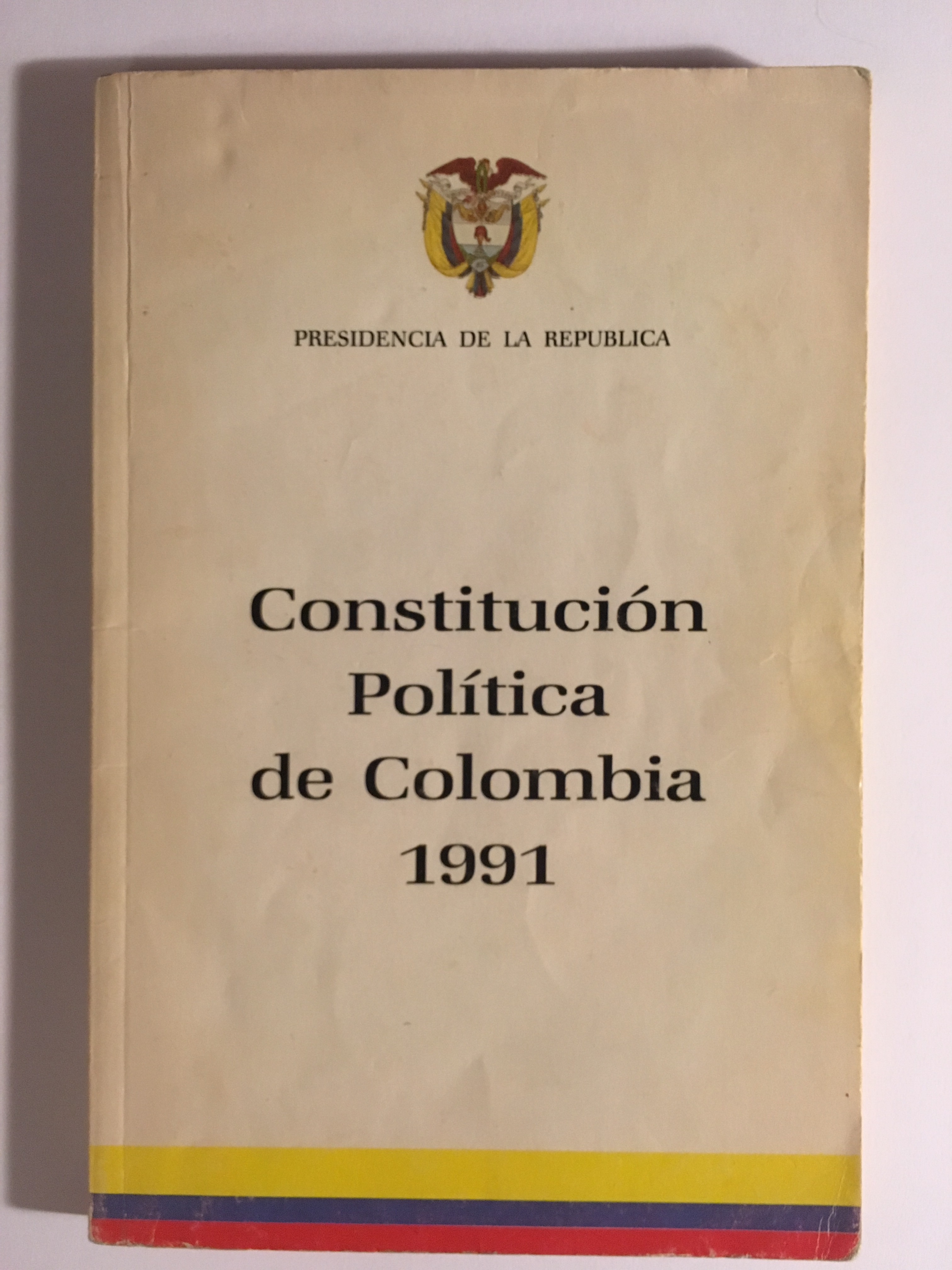
Gómez partició en la redacción de la Constitución de 1991.

Gómez se presentó a las elecciones de diciembre de 1990, como candidato a la Asamblea Nacional Constituyente, por el MSN, siendo uno de los candidatos con mayor votación de la jornada. La asamblea adoptó la Constitución de 1991. Gómez fue el cuarto candidato más votado de los 188 que se presentaron y fue uno de los 70 constituyentes que obtuvieron una curul en las deliberaciones, que se dieron entre febrero y junio de 1991. 

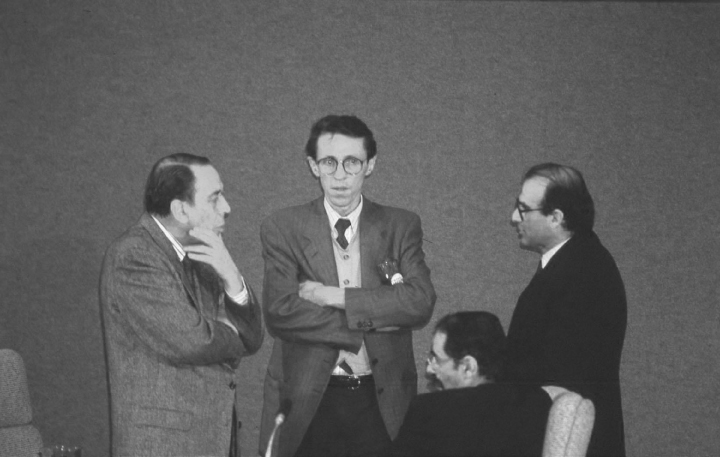
Gómez acompañado por Antonio Navarro, Humberto de La Calle y Horacio Serpa, en las deliberaciones de la ANC.

En el seno de dicha asamblea fue elegido Presidente de la Corporación, en una figura colegiada, que compartió con Horacio Serpa Uribe y Antonio Navarro Wolf. A pesar de que Pastrana Borrero, quien también fue elegido en la jornada de 1990, obtuvo más votación que Gómez, fue excluido del pacto tripartito para la presidencia compartida de la Asamblea.
Como constituyente abogó por la elección popular de alcaldes (que eran nombrados directamente por el ejecutivo), establecer el derecho al ambiente sano, y sentar las bases para crear la Fiscalía General de la Nación y la Procuraduría General de la Nación. Indirectamente también creó la Defensoría del Pueblo.
El 4 de julio de 1991, en una ceremonia especial en el Capitolio, los presidentes de la Asamblea, Navarro, Gómez y Serpa, se dirigieron al país, con la presencia del presidente Gaviria y su esposa, y declararon la proclamación de la Constitución Política de 1991. Acto seguido cada uno firmó la proclama y la Orquesta Nacional interpretó un fragmento de la pieza El Mesías, de Händel. Desde ese día Gómez se retiró de la vida política. Terminadas las labores en la Constituyente, Gómez fue designado por el gobierno de César Gaviria como embajador de Colombia ante Francia, y estuvo en el cargo de noviembre de 1991 hasta 1993.

#### Docencia
Dedicado de lleno a la vida académica a su regreso de Francia desde 1994, Gómez fungió como profesor en la Universidad Sergio Arboleda. De acuerdo con su viuda, uno de sus escoltas -por recomendación de la esposa de Gómez- cargaba siempre con una grabadora Sony M-740 para grabar las clases que Gómez impartía en la Sergio Arboleda. El escolta terminó muerto con Gómez en el atentado que se le hizo en 1995.

#### Campaña presidencial de 1994 y ataques a Samper

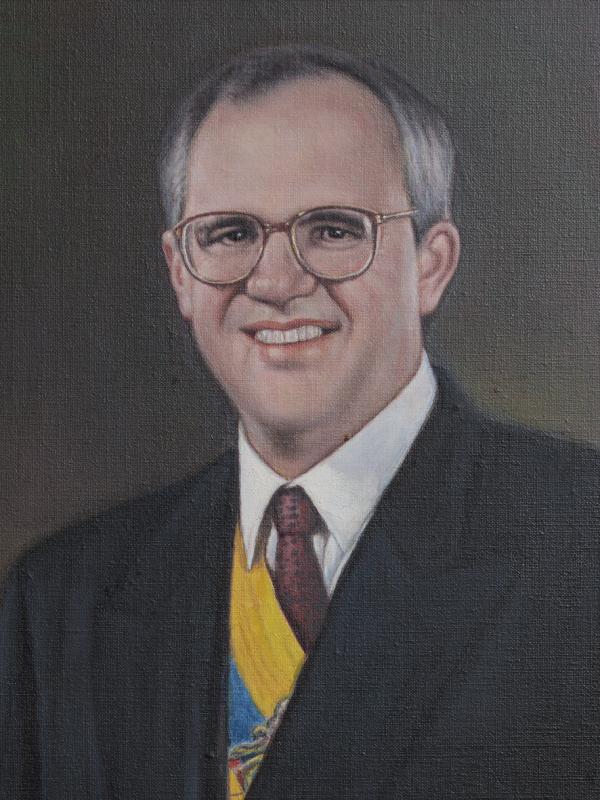
Samper, ganador de la contienda electoral de 1994, señalado por Gómez de recibir dineros del narcotráfico.

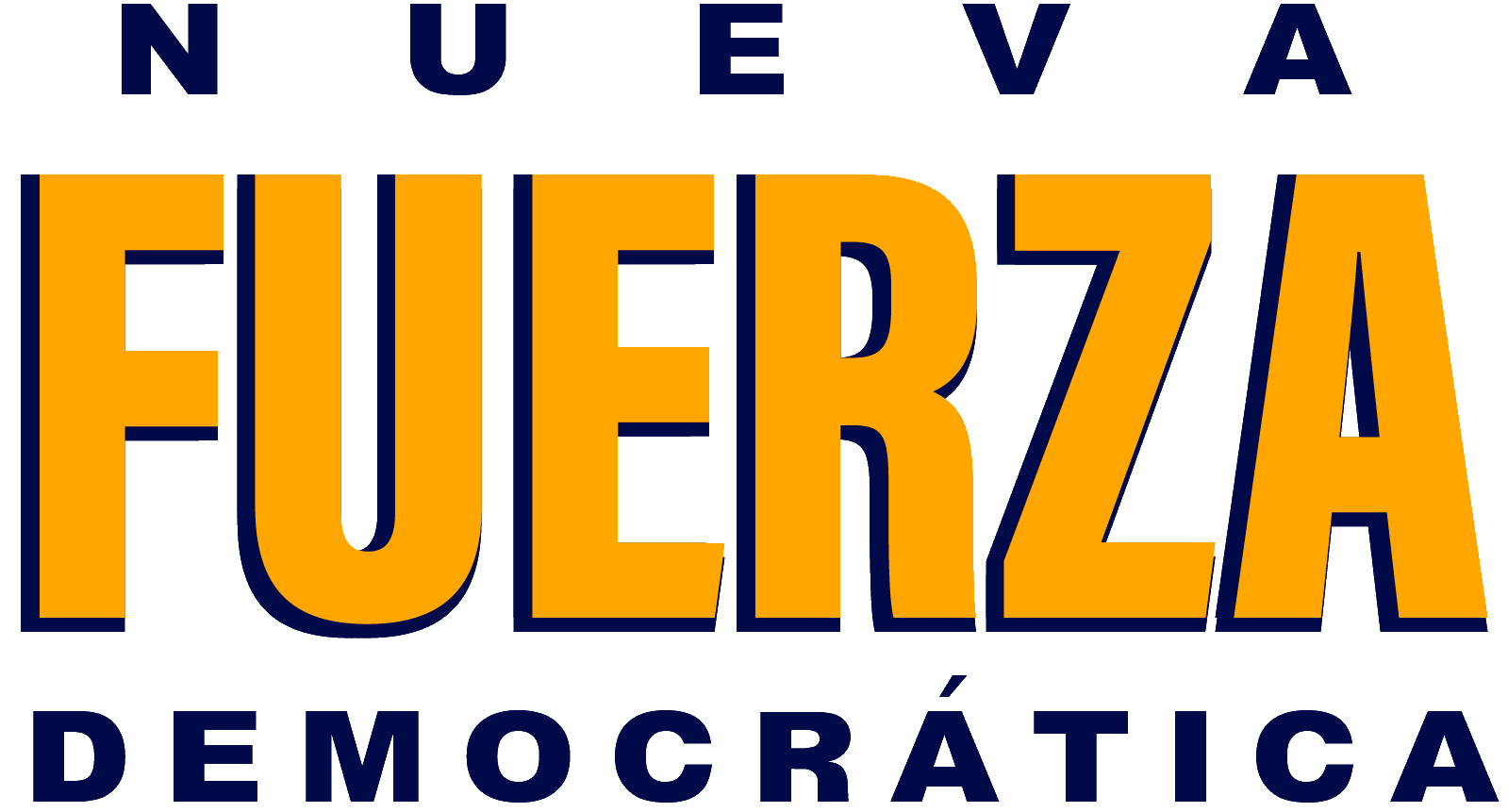
Logo del movimiento de Andrés Pastrana, que se enfrentó con Poder Popular de Ernesto Samper, en las elecciones de 1994.

Gómez, quien no estaba interesado en candidatearse personalmente para las elecciones presidenciales de 1994 ni tampoco tenía un heredero político, adhirió su movimiento a la campaña presidencial del exalcalde de Bogotá e hijo del expresidente Misael Pastrana, Andrés Pastrana Arango. Pese a las otroras disputas entre Gómez y Pastrana Borrero, Gómez respaldo el movimiento Nueva Fuerza Democrática, con la que Pastrana había ganado una curul en el Senado dos años antes.

Pastrana era el favorito de los electores, por ser una cara familiar para los ciudadanos, además que por su carrera como periodista le dio excelente manejo a la prensa y la publicidad. Sin embargo la diferencia con Ernesto Samper fue muy reñida y ambos se enfrentaron en segunda vuelta. Pastrana y Gómez perdieron contra Samper, y en su discurso de reconocimiento de los resultados, Pastrana acusó públicamente a Samper de supuestamente haber sido financiado por el Cartel de Cali, amenazando con revelar un casete donde se demostraba tal irregularidad.

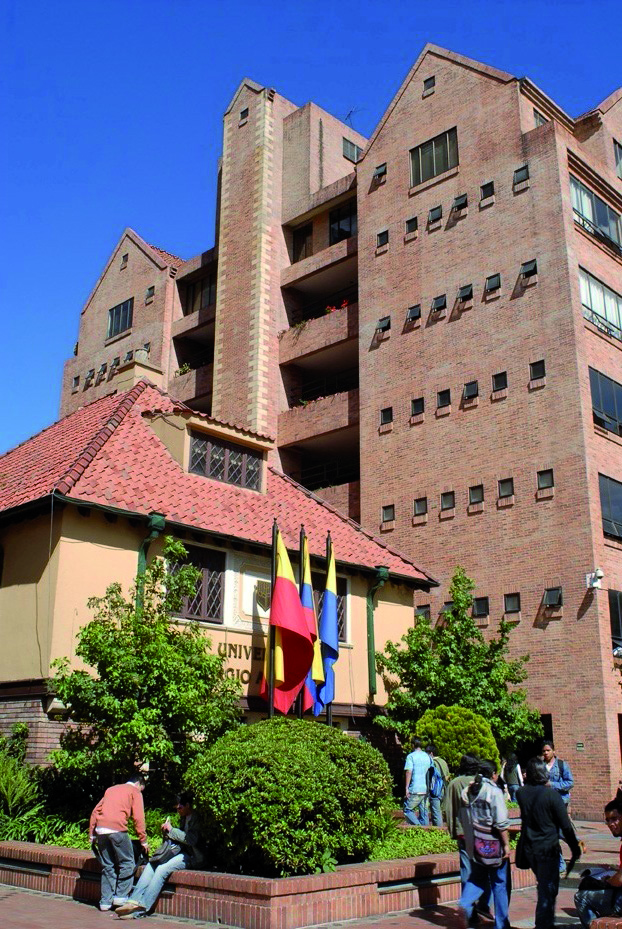
Sede Bogotá de la Universidad Sergio Arboleda, donde Gómez dictó su cátedra por casi un año, y de donde fue interceotado para su atentado.

Álvaro Gómez fue quien reveló a la opinión pública a través de su Noticiero 24 Horas el casete con el que Pastrana amenazó a Samper, ya que él mismo no quiso revelarlo en su noticiero TV Hoy. A pesar de la chiva periodística, Gómez se mantuvo neutral, solicitando al presidente electo Samper aclarar la procedencia del dinero de su campaña, aunque no acusó a Samper de ser cómplice del que se empezó a conocer como Proceso 8000, ya que aun no estaba probada la infiltración de dineros ilícitos en su campaña. 
Cuando se hizo evidente la participación de los capos del Cartel de Cali en la campaña de Samper, Gómez comenzó a formular demoledoras críticas a lo que llamó "El Régimen". Los detractores de Gómez pensaron que estaba incitando a un golpe de Estado contra Samper, pero en realidad era un postulado con el cual denominaba a la red de tráfico de influencias en la política, manejada por el dinero y la corrupción. También atacó a los partidos tradicionales, ya que consideraba que sus ideales estaban cediendo al afán del poder, porque, según él, el clientelismo cedía a las convicciones partidistas.
Sus ataques al gobierno lo convirtieron en el principal opositor de Samper y se consideraba que ese fue el principal móvil para su asesinato, hasta la declaración de las FARC-EP en 2020, que cambió radicalmente la línea de investigación del caso. Gómez usó El Nuevo Siglo y el Noticiero 24 Horas para hacer públicos sus ataques y pensamientos en contra del gobierno, lo que le valió el apoyo de varios sectores de la población, pero que le generó problemas con Samper y sus allegados, a quienes conocía de antaño. Días antes de su asesinato, en una entrevista para Noticiero 24 Horas, Gómez declaró decir ː

El presidente Samper no se cae, nadie lo está tumbando (...). Pero tampoco se puede quedar.
Álvaro Gómez Hurtado, 30 de octubre de 1995

### Asesinato

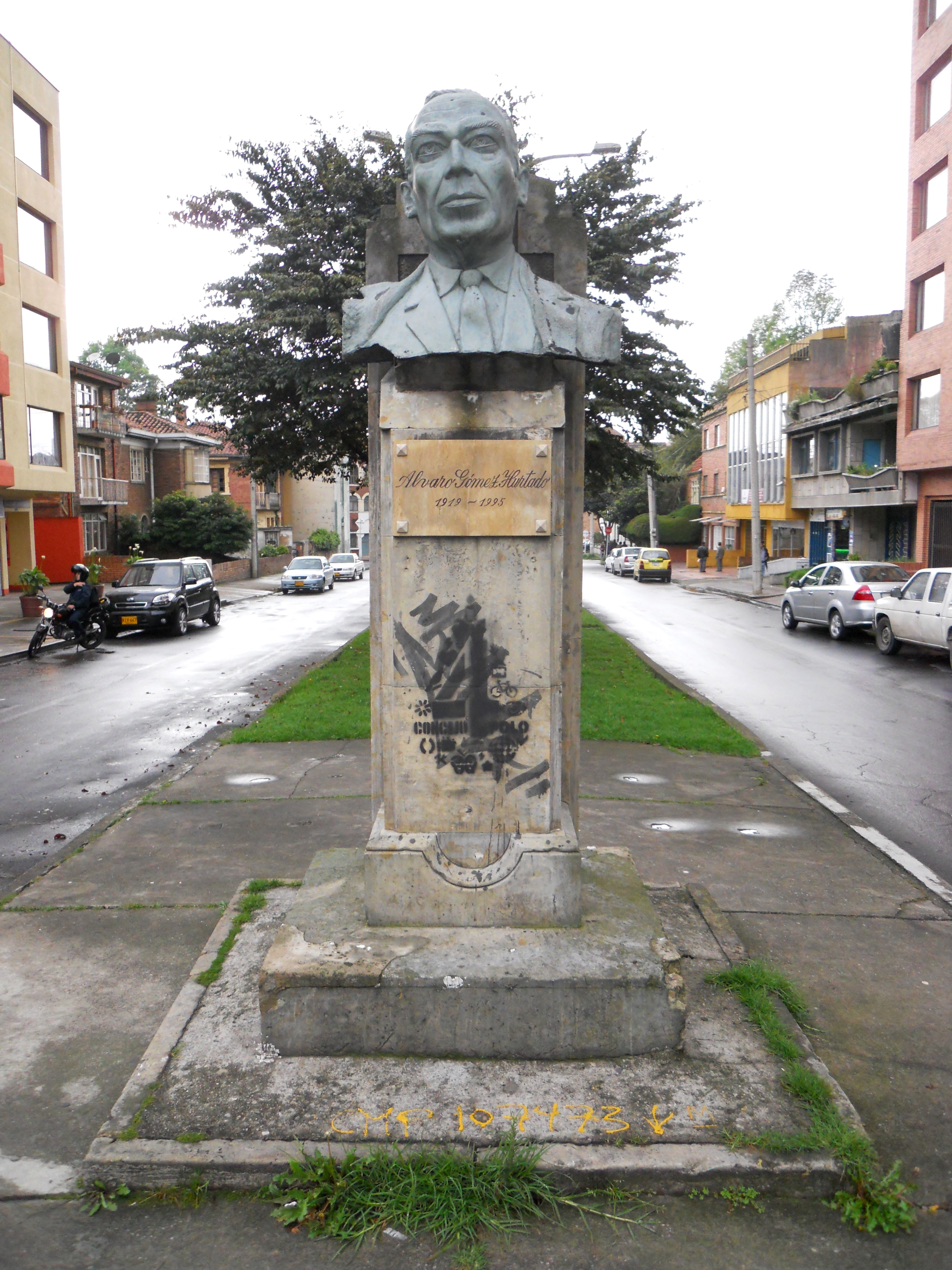
Busto de Álvaro Gómez en Teusaquillo.

Álvaro Gómez Hurtado murió en Bogotá, en la mañana del 2 de noviembre de 1995, cuando salía de la Universidad Sergio Arboleda, luego de dar una clase de historia constitucional, tras recibir varios impactos de bala en su vehículo Según testigos, sus asesinos estuvieron merodeando las instalaciones de la universidad y esperaron cerca de 30 minutos hasta que el líder conservador saliera de las instalaciones del plantel, para luego acribillarlo cuando acababa de salir del parqueadero, mientras esperaba a que el tráfico de la ciudad le permitiera avanzar.
Gómez recibió cuatro disparos en la cabeza y en el pecho; también fue herido su escolta y su conductor, de manera similar a como ocurrió su secuestro en 1988, incluso coincidiendo el nombre de sus conductores. Tras el caos generado entre transeúntes y vecinos, los asesinos lograron escapar impunemente. Gómez, herido de gravedad, fue llevado a la Clínica del Country, donde falleció minutos después a los 76 años. Curiosamente, Álvaro murió a la misma edad que su padre, Laureano, quien pereció casi 30 años antes, en julio de 1965.
Por el crimen fue sentenciado a 40 años de cárcel Héctor Paul Flórez Martínez, pese a declarar ser inocente del crimen. Flórez recuperó su libertad en 2014 por trabajo y estudio en prisión. Además, alegó su inocencia junto a la familia Gómez, ya que el abogado de la familia lo respaldó, creyendo con firmeza en su inocencia.

#### Hipótesis

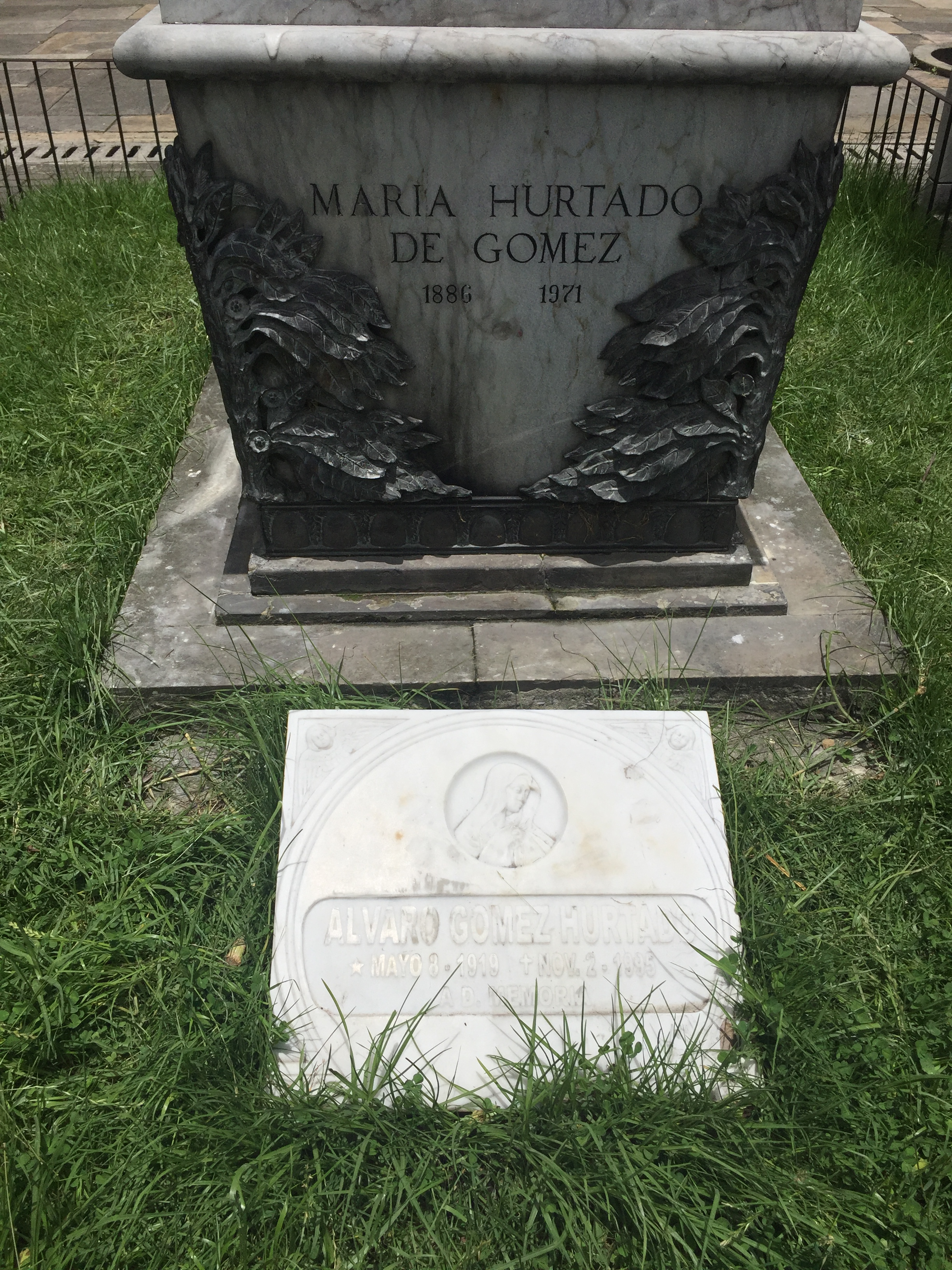
Tumba de Gómez debajo de la de su madre

Varias personalidades colombianas, tanto políticos, como militares, periodistas y paramilitares condenados, han declarado distintas versiones de los hechos, en las que prima la acusación de que Gómez fue asesinado por su feroz crítica contra el gobierno de Ernesto Samper, por lo que su homicidio es considerado como un crimen de estado.
En septiembre de 2020 se reavivó el debate, cuando la ex congresista Piedad Córdoba dio a entender en una entrevista que conocía información sobre el crimen. Así mismo, el partido Centro Democrático solicitó a la Fiscalía General de la Nación interrogar a los exmiembros de las FARC-EP. De hecho, el 3 de octubre de 2020 se hizo pública una carta firmada por el antiguo secretariado de la antigua guerrilla, en la que se atribuyen el homicidio del líder conservador.
También se reveló que el Departamento Administrativo de Seguridad (DAS), por órdenes del expresidente Samper, estaba haciendo seguimientos ilegales a Gómez días antes de su asesinato.

#### Lesa humanidad
El sobrino de Gómez, Enrique Gómez Martínez, asumió la dirección del caso. El 19 de diciembre de 2017, 22 años después del homicidio, la fiscalía colombiana declaró el caso como crimen de lesa humanidad, lo que permite que el caso se siga investigando por mucho más tiempo del que estipula la ley penal colombiana (30 años). A pesar de lo anterior, y de las amplias declaraciones ofrecidas por terceros en el caso, el crimen sigue sin resolverse, y no existe a la fecha ningún condenado.

#### Admisión de autoría por parte de las FARC-EP

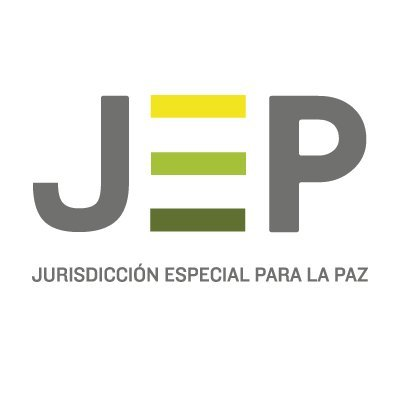
Logo de la JEP

El 3 de octubre de 2020, Patricia Linares, presidenta de la Jurisdicción Especial para la Paz (JEP) informó sobre la recepción de una carta escrita el 30 de septiembre de 2020 por antiguos miembros del secretariado de las Fuerzas Armadas Revolucionarias de Colombia - Ejército del Pueblo (FARC-EP), entre ellos Carlos Antonio Lozada, Pastor Alape y Pablo Catatumbo, adjudicándose el asesinato de Gómez Hurtado y otras cinco personas entre 1987 y 1995.
La versión indica que Gómez fue asesinado en retaliación a su accionar como senador en los años 60, ya que fue gracias a él que el gobierno de Guillermo León Valencia bombardeó las llamadas Repúblicas Independientes. La versión hace responsable del homicidio a Carlos Antonio Lozada, comandante de la Red Urbana Antonio Nariño, que operaba en Bogotá entre 1990 y principios del 2000. 

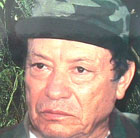
Tirofijo, comandante de las FARC desde 1990 hasta 2009.

La teoría es apoyada por el libro titulado Documentos y Correspondencia Manuel Marulanda Vélez 1993-1998, en el que Manuel Marulanda Tirofjo admitió que las FARC-EP había cobrado la "deuda" contraída con Gómez desde 1964, y que el caos que se generó en el país era parte de una estrategia de desestabilización. Hay seis menciones del magnicidio en el libro editado por la senadora Sandra Ramírez (quién fue compañera sentimental de Manuel Marulanda) y publicado en 1999. Según Noticentro1 CM&, el Ejército Nacional consiguió una copia del libro en una 'caleta' de Mono Jojoy. Por otra parte, el senador y ex-comandante Rodrigo Londoño Echeverri reconoció la existencia del libro en entrevista con El Tiempo (Colombia).
Sin embargo, la versión ha sido puesta en duda por su familia, por lo que el proceso aún está en curso, y acusan a las FARC-EP de intentar desviar el foco de atención hacia ellos, beneficiando a Horacio Serpa y Ernesto Samper.

## Vida privada

### Familia

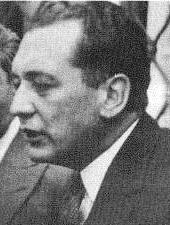
Su padre Laureano, en 1936.

Álvaro Gómez perteneció a la prestigiosa familia Gómez, que comenzó a ser parte de la élite bogotana a partir del siglo XX, y cuya parentela estaba asentada en Ocaña, Norte de Santander. Era hijo del abogado y político conservador Laureano Gómez (quien alcanzó la presidencia de Colombia en 1950), y de su esposa, María Hurtado Cajiao, siendo el segundo de cuatro hijos, y el mayor de los varones. Sus hermanos eran Cecilia, Rafael y Enrique Gómez Hurtado.
Su padre era hermano del periodista José María "Pepe" Gómez, uno de los más importantes caricaturistas de comienzos del siglo XX, junto a Ricardo Rendón. Además, Pepe Gómez era uno de los pocos caricaturistas conservadores y católicos de relevancia en el país, pues la mayoría de sus colegas eran liberales. Pepe estaba casado con una bisnieta del expresidente Manuel María Mallarino.
Su madre era hija del diplomático Simón Hurtado Peña, nieta a su vez del político Nicolás Hurtado y Arboleda, y emparentada con los expresidentes Ezequiel Hurtado (tío de su abuelo) y Eliseo Payán Hurtado, ambos conservadores históricos nacidos en la ciudad de Popayán. También tenía parentesco lejano con Manuel de Pombo (padre de los hermanos Lino y Zenón de Pombo) y con el banquero Pedro Agustín de Valencia.
Su hermana mayor se casó con Carlos Francisco Fajardo Herrera, cuyo abuelo materno era el político Matías Herrera Medina (procurador general de Colombia), y era también primo segundo del expresidente Enrique Olaya Herrera, quien era sobrino de Matías por su madre Emperatriz Por ese parentesco, Carlos también era pariente de Alfonso López Pumarejo, quien era primo quinto de Enrique Olaya, por descender ambos de Diego  de Medina Rojas. De hecho, el padre de Álvaro y López llegaron a tener una amistad intensa, que luego se convirtió en una feroz enemistad, para terminar reconciliándose al final de la vida de ambos hombres.

#### Líneas colaterales
Su hermano Rafael, quien también era periodista y se encargó del periódico familiar durante la presidencia de su padre, falleció en un accidente aéreo el 10 de mayo de 1953, días antes de que su padre Laureano fuera derrocado por el general Gustavo Rojas Pinilla, el 13 de junio de ese año. 
Por último su hermano menor Enrique, abogado igual que él, fue presidente del Comité Olímpico Colombiano entre 1952 y 1953, y congresista por el conservatismo; su hijo Enrique, como abogado, tomó las banderas del caso de Álvaro Gómez y luego refundó el Movimiento de Salvación Nacional en 2021, siendo candidato a la presidencia sin éxito en 2022, y es padre del politólogo Nicolás Gómez Arenas con la española Ángela Martínez; y su hermano Miguel, es economista y fue decano de la Facultad de Economía en la Universidad del Rosario hasta 2024.

### Matrimonio y descendencia
Álvaro contrajo matrimonio en Bogotá a los 27 años de edad con la escritora y periodista colombiana Margarita Escobar López, de entonces 25 años, el 22 de junio de 1946. La pareja se conoció cuando ambos vivían en París. Del matrimonio nacieron tres hijos, María Mercedes Margarita, Mauricio y Álvaro José Gómez Escobar.
Su hija María Mercedes, nacida en Berna es pedagoga y está casada con Álvaro Macallister Pombo, bisniento de Fidel de Pombo, sobrino bisniento de Rafael Pombo, y tataranieto de Lino de Pombo O'Donell, por lo que también está emparentado con el escritor Sergio Arboleda, al igual que el esposo de su tía Cecilia Gómez; Mauricio, nacido en Bogotá, fue un destacado artista plástico, periodista, abogado y escritor, trabajando para el Noticiero 24 Horas, de su familia, y luego en el canal Caracol durante casi dos décadas; y Álvaro José, se unió con su prima Marta Hurtado.
Como dato curioso, fue uno de los primeros hinchas del equipo bogotano Independiente Santa Fe, aunque irónicamente, su partido estaba asociado socialmente más con el equipo rival Millonarios FC, que con los "cardenales" y sus compañeros de colegio (como Gonzalo Rueda Caro) fueron fundadores del grupo deportivo, inicialmente como equipo escolar.

## Pensamiento
Gómez, siendo de tendencia ultraconservadora, se declaraba bipartidista al final de su vida. Decía que era conservador porque buscaba mantener la espiritualidad popular; y liberal, porque estaba a favor de las garantías y libertades de los ciudadanos. Sin embargo consideraba que ambos partidos estaban filtrados por la corrupción y decidió tomar distancia de ambos. Su política estaba orientada en lograr un consenso nacional, a lo que llamaba El Acuerdo sobre lo fundamental.
Para Gómez, el Régimen había permeado la sociedad en todos sus niveles y estaba en contra de la Constitución Política de 1991. El narcotráfico también estaba entre sus críticas, no solo porque puso en duda la credibilidad del gobierno Samper, sino porque afirmaba que el gobierno estadounidense era el que propiciaba la expansión del narcotráfico en Colombia por intereses económicos detrás de la lucha antidrogas.

### Faceta de artista

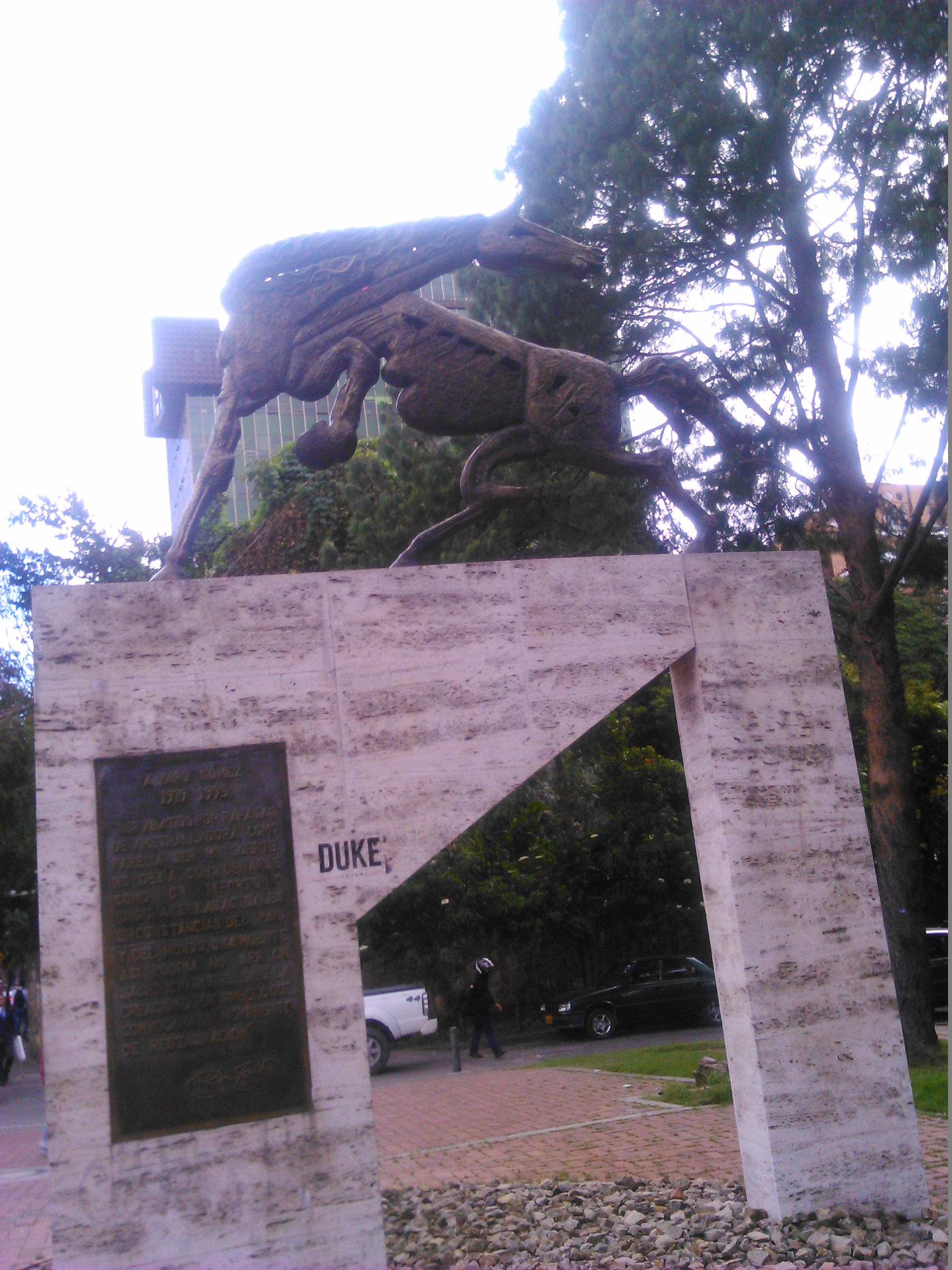
Monumento equino en homenaje a Gómez, Bogotá.

Gómez tenía como actividad alternativa a su carrera de abogado, su proselitismo político y sus cargos en el estado, la pintura y el dibujo. Se dice que su talento provino del ambiente artístico de su hogar, pues su padre y su tío también practicaban bellas artesː Laureano tallaba en madera y José (tío de Gómez) era caricaturista del periódico familiar.
Su talento natural lo perfeccionó durante el exilio de su familia en España, ya que se matriculó en la Academia San Jorge. Su amor por el arte y los caballos lo llevó a retratarlos en varias ocasiones, e incluso realizó una exposición en España llamada "El Caballo, amigo útil del hombre" de 1985. Solía decir que ː

Con los caballos se conquistó América
Álvaro Gómez Hurtado

A pesar de ello, sólo realizó dos proyectos artísticosː Ilustró para el libro de Eduardo Carranza Hablar soñando y otras alucinaciones de 1974, y su exposición sobre equinos de 1985.
También realizó varios bocetos y retratos. Pintó a su padre durante la juventud de este y en sus últimos años al cofundador del Partido Conservador Miguel Antonio Caro. En honor a su amor por los caballos se erigió un monumento en Bogotá, en donde hay una estatua equina sobre una construcción con una placa en la que se graba el siguiente epitafio, que se puede considerar como premonitorioː

Álvaro Gómez (1919-1995)
Ser abatido por ráfagas
 de ametralladoras, como

parecía ser mi suerte
no debía 
considerarse

como un infortunio

singular, en las actuales

circunstancias del país

y del mundo, una muerte

así podría no ser un

sacrificio inútil, sino la

creación de un símbolo que
convocará un movimiento 
de restauración
Álvaro Gómez Hurtado, años 90

Como método de enseñanza retrataba para sus alumnos las descripciones que hacía en su Cátedra de Historia y Cultura Colombiana, logrando en ellos captar mejor la atención de lo que quería decir.
A pesar de su prolífico talento, muchas de sus obras son desconocidas, ya que algunas de ellas quedaron en poder del M-19 cuando lo secuestraron en 1988. Además de la pintura y el grabado, Gómez también fue escritor. Escribió varias obras de historia colombiana y universal, tratados políticos, extractos de sus editoriales en el Siglo, y análisis (y críticas) a la política colombiana. También publicó una crónica de su secuestro en 1989. La correspondencia privada que tenía con su novia y luego esposa Margarita Escobar fue publicada por ella en el libro Pensando en Ti, Margarita de 1999.

## Legado y homenajes

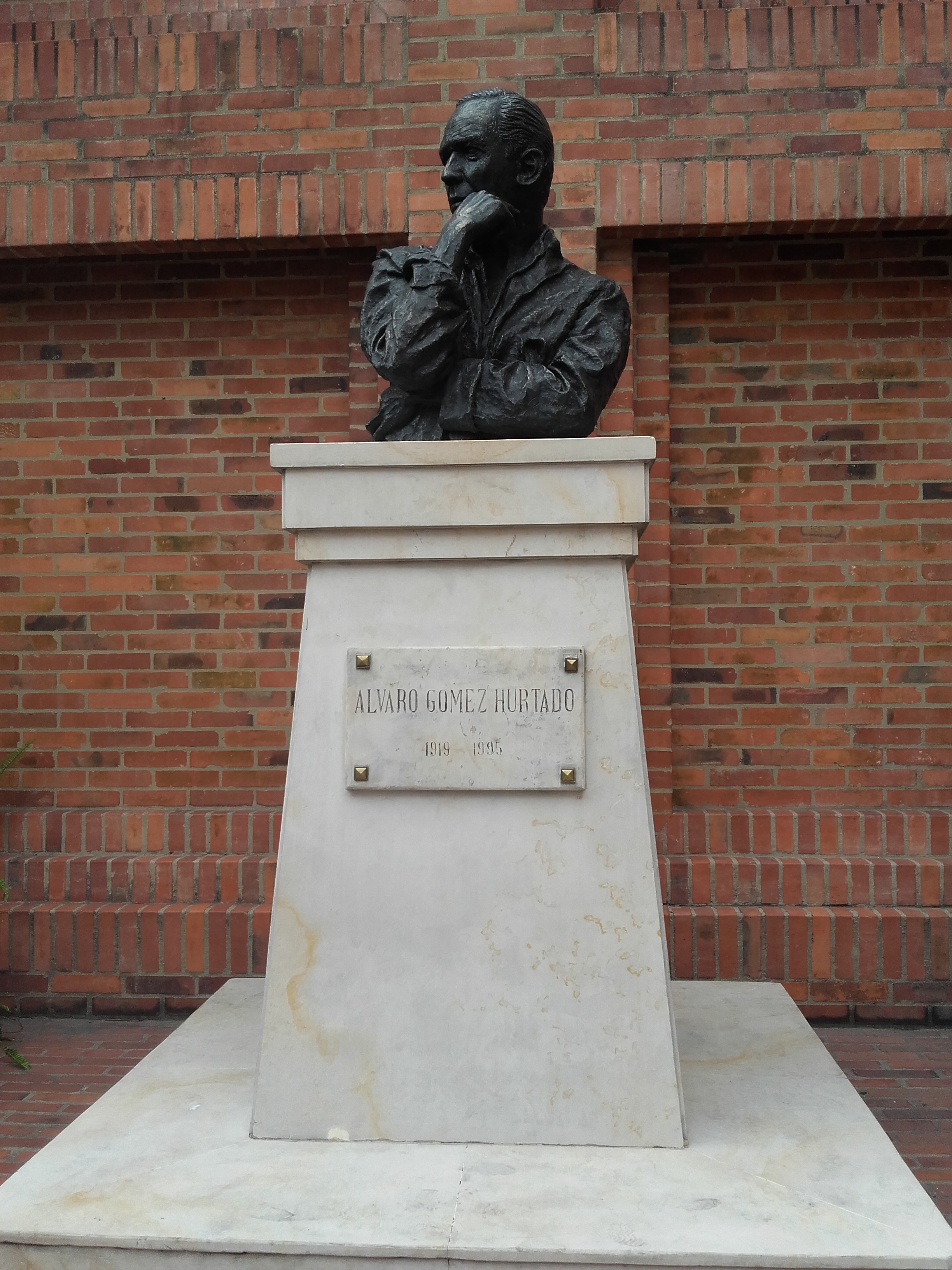
Busto de Gómez en la Sergio Arboleda

Es considerado uno de los políticos colombianos más influyentes e importantes del siglo XX. A pesar de que se distanció del Partido Conservador, este lo considera como uno de sus miembros más ilustres, al igual que a su padre Laureano Gómez.
Como cofundador de la Universidad Sergio Arboleda y docente, y por ser el lugar donde fue asesinado, allí existe una efige suya en uno de los jardines del complejo universitario
El Colegio Álvaro Gómez Hurtado es un colegio público que inaugurado en 1997, 2 años después de la muerte de Álvaro, ubicado en el barrio Los Lagos de la localidad de Suba. A pesar de llevar el nombre de un líder que luchó por la educación y contra el narcotráfico, el colegio esta en el ojo del huracán por la Secretaría de Educación de Bogotá.
En Floridablanca, Santander se inauguró un estadio de fútbol, parte de un complejo deportivo llamado igual que el fallecido político. Es la sede del equipo de segunda división Real Santander y hasta el 2017 de Águilas Doradas, y de otros eventos deportivos no futbolísticos.

## Obras publicadas
- El paraíso perdido de los soviets, 1938
- Sobre la significación histórica de Bolívar, 1957
- La revolución en América, 1958
- Hoy en el pensamiento de Álvaro Gómez, 1967
- Diccionario político, 1973, Alberto Bermúdez, comp.
- La otra opinión: editoriales del siglo, 1977
- Planeación: una solución para la democracia, 1979
- Posiciones: editoriales de El Siglo de 1978, 1980
- La calidad de la vida: editoriales de El siglo de 1979 1981
- Temas cardinales, 1981
- Las letras y el talante, 1983
- Soy libre, 1989
- Choque de culturas: síntesis de la cátedra de cultura colombiana dictada en la Universidad Sergio Arboleda durante los años 1994 y 1995, 1998 (3 volúmenes)
- Pensando en ti, Margarita, 1999